# Saccobolus quadrisporus
Saccobolus quadrisporus är en svampart som beskrevs av Massee & E.S. Salmon 1901. Saccobolus quadrisporus ingår i släktet Saccobolus och familjen Ascobolaceae.   Inga underarter finns listade i Catalogue of Life.